# VIII Juegos Deportivos Centroamericanos
Los VIII Juegos Deportivos Centroamericanos tuvieron lugar entre el 3 de marzo y 12 de marzo de 2006. 
Los juegos fueron inicialmente fechados para ser efectuados entre el 9 y 18 de diciembre en Guatemala con apoyo de El Salvador. Sin embargo los daños causados por el Huracán Stan en octubre del 2005 provocaron un reasignamiento de la sede de los juegos.
Por lo tanto, solo una versión básica de los juegos fue organizada con las sedes distribuidas entre los cinco países. 
Una ceremonia sobria se efectuó en Managua, Nicaragua, con Costa Rica, Guatemala, Honduras, y Panamá como co-sedes. Los juegos fueron abiertos por el presidente de ORDECA Meliton Sánchez de Panamá.
La competición efectuó 19 deportes repartidos en varias sedes. 10 deportes fueron cancelados. El Salvador no participó. No hubo antorcha, lema, villa atlética, ni mascota.

## Sedes
- : atletismo, béisbol, fisicoculturismo, boxeo.
- : baloncesto, esgrima, softball, natación, lucha.
- : ajedrez, racquetball, taekwondo, triatlón.
- : ciclismo, equitación, tiro, halterofilia.
- : judo, tenis de mesa.

## Deportes
| - Ajedrez - Atletismo - Baloncesto - Béisbol - Boxeo - Ciclismo - Natación | - Equitación - Esgrima - Fisicoculturismo - Halterofilia - Judo - Lucha (deporte) - Racquetball | - Softball - Taekwondo - Tenis de mesa - Tiro - Triatlón |

## Medallero
| Núm. | País       | Oro | Plata | Bronce | Total |
| ---- | ---------- | --- | ----- | ------ | ----- |
| 1    | Guatemala  | 105 | 73    | 36     | 214   |
| 2    | Costa Rica | 35  | 26    | 18     | 79    |
| 3    | Nicaragua  | 34  | 39    | 51     | 124   |
| 4    | Honduras   | 24  | 46    | 53     | 123   |
| 5    | Panamá     | 16  | 20    | 23     | 59    |
| 6    | Belice     | 2   | 5     | 4      | 11    |
|      | TOTAL      | 296 | 297   | 343    | 936   |

| Predecesor: Guatemala 2001 | VIII Juegos Deportivos Centroamericanos 2006 | Sucesor: Panamá 2010 |